# Cult of Chucky
Cult of Chucky is een Amerikaanse horrorfilm uit 2017 geschreven en geregisseerd door Don Mancini. Dit zevende deel uit de franchise volgt na de film Curse of Chucky uit 2013, met alle terugkerende personages uit voorgaande delen.
De filmpremière was op 24 augustus 2017 in Londen.

## Plot
Nica Pierce heeft vier jaar in een gesticht voor criminele overtreders vastgezeten. Zij is overtuigd van de moord op haar familie. Haar psychiater probeert in groepssessies een "Good Guy"-pop te introduceren. Er vinden in het gesticht sterfgevallen plaats, en Nica vraagt zich af of zij hier toch iets mee te maken heeft. De ouder geworden Andy helpt Nica, maar hij moet eerst Tiffany, de bruid van Chucky, uitschakelen.

## Personages
- Fiona Dourif als Nica Pierce
- Brad Dourif als Chucky (stem)
- Michael Therriault als Dr. Foley
- Adam Hurtig als "Meervoudige" Malcolm
- Alex Vincent als Andy Barclay
- Elisabeth Rosen als Madeleine
- Grace Lynn Kung als Claire
- Marina Stephenson Kerr als Angela
- Zak Santiago als Broeder Carlos
- Ali Tataryn als Zuster Ashley
- Jennifer Tilly als Tiffany Valentine
- Summer H. Howell als Alice Pierce
- Christine Elise als Kyle (cameo)